# Vej Šov
Vej Šov (kitajsko 魏收, pinjin Wèi Shōu), z vljudnostnim imenom im imenom Boči (kitajsko 伯起), je bil kitajski dostojanstvenik in  zgodovinar v obdobju dinastije Či, * 506, † 572.
V letih 551–554 je po naročilu cesarja Venšuana iz Severnega Čija  sestavil zgodovinsko kroniko kitajskih dinastij Severni Vej (386–535) in Vzhodni Vej (534–550), znano kot Knjiga Veja, ki je ena od uradnih Štiriindvajsetih zgodovin cesarske Kitajske.  
Biografski podatki Vej Šova so v več dinastičnih zgodovinah: Knjigi Veja (zvezek 104), Knjigi Severnega Čija (zvezek 37) in Zgodovini severnih dinastij (zvezek 56). Vej Šov je napisal tudi avtobiografijo, ki se ni ohranila.
Knjiga Veja je bila takoj po nastanku deležna očitkov zaradi selektivnega pristopa pri opisovanju prednikov avtorjevih zaveznikov in sovražnikov. Slednje je avtor bodisi ignoriral bodisi opisoval le njihova nečedna dejanja. Knjiga je bila zato pogosto označena kot Knjiga gnusob. Po mnenju mnogih prizadetih je bila napisana  malomarno in površno, z velikim številom napak in netočnosti. Zaradi večkratnih obtožb užaljenih uradnikov je moral knjigo napisati še dvakrat.  